# Карема
Карема (итал. Carema) је насеље у Италији у округу Торино, региону Пијемонт.
Према процени из 2011. у насељу је живело 698 становника. Насеље се налази на надморској висини од 311 м.

## Становништво
| 1936. | 1951. | 1961. | 1971. | 1981. | 1991. | 2001. | 2011. |
| ----- | ----- | ----- | ----- | ----- | ----- | ----- | ----- |
| 1.155 | 1.193 | 1.125 | 1.097 | 1.019 | 883   | 770   | 772   |